# Papercuts (Singles Collection 2000–2023)
Papercuts (Singles Collection 2000–2023) ist ein Best-of-Album der US-amerikanischen Rockband Linkin Park. Es wurde am 12. April 2024 über das Label Warner veröffentlicht.

## Inhalt
Die auf dem Album enthaltenen Lieder sind größtenteils Singles, die aus den zuvor veröffentlichten Studioalben der Band zwischen den Jahren 2000 bis 2017 ausgekoppelt wurden. So stammen die Songs Crawling, Papercut, In the End und One Step Closer aus dem Debütalbum Hybrid Theory (2000). Die Stücke Faint, Breaking the Habit, Somewhere I Belong und Numb wurden dem Album Meteora (2003) entnommen, während Bleed It Out, What I’ve Done und Leave Out All the Rest von Minutes to Midnight (2007) stammen. Das Lied Waiting for the End erschien zuvor auf dem Album A Thousand Suns (2010), wogegen Castle of Glass und Burn It Down auf Living Things (2012) veröffentlicht wurden. Der Track One More Light wurde dem gleichnamigen letzten Studioalbum von 2017 entnommen. Ein weiterer enthaltener Titel ist das Mash-Up Numb/Encore von der EP Collision Course (2004), auf dem auch der Rapper Jay-Z zu hören ist. Der Song New Divide wurde aus dem Soundtrack zum Film Transformers – Die Rache (2009) ausgekoppelt. Qwerty erschien zuvor auf der EP Underground 6 (2006), während Lost von der 20th Anniversary Edition von Meteora (2023) stammt. Zudem ist der zuvor unveröffentlichte Song Friendly Fire auf dem Album enthalten, der 2017 bei den Aufnahmen zu One More Light entstand. Dagegen wurden dem Studioalbum The Hunting Party (2014) keine Stücke entnommen.

## Produktion
Die für das Best-of-Album ausgewählten Lieder wurden von den Musikproduzenten Don Gilmore und Rick Rubin sowie den Linkin-Park-Mitgliedern Mike Shinoda und Brad Delson produziert.

## Covergestaltung

Linkin-Park-Logo

Das Albumcover ist schlicht gehalten und zeigt das verschwommene LP-Logo von Linkin Park in Neongrün vor schwarz-grünem Hintergrund.

## Titelliste
| #  | Titel                   | Länge | Album (Jahr)                                        |
| -- | ----------------------- | ----- | --------------------------------------------------- |
| 1  | Crawling                | 3:29  | Hybrid Theory (2000)                                |
| 2  | Faint                   | 2:42  | Meteora (2003)                                      |
| 3  | Numb/Encore (mit Jay-Z) | 3:25  | Collision Course (2004)                             |
| 4  | Papercut                | 3:05  | Hybrid Theory (2000)                                |
| 5  | Breaking the Habit      | 3:16  | Meteora (2003)                                      |
| 6  | In the End              | 3:36  | Hybrid Theory (2000)                                |
| 7  | Bleed It Out            | 2:44  | Minutes to Midnight (2007)                          |
| 8  | Somewhere I Belong      | 3:34  | Meteora (2003)                                      |
| 9  | Waiting for the End     | 3:51  | A Thousand Suns (2010)                              |
| 10 | Castle of Glass         | 3:25  | Living Things (2012)                                |
| 11 | One More Light          | 4:15  | One More Light (2017)                               |
| 12 | Burn It Down            | 3:50  | Living Things (2012)                                |
| 13 | What I’ve Done          | 3:25  | Minutes to Midnight (2007)                          |
| 14 | Qwerty                  | 3:22  | Underground 6 (2006)                                |
| 15 | One Step Closer         | 2:37  | Hybrid Theory (2000)                                |
| 16 | New Divide              | 4:29  | Soundtrack zum Film Transformers – Die Rache (2009) |
| 17 | Leave Out All the Rest  | 3:29  | Minutes to Midnight (2007)                          |
| 18 | Lost                    | 3:19  | Meteora (20th Anniversary Edition) (2023)           |
| 19 | Numb                    | 3:07  | Meteora (2003)                                      |
| 20 | Friendly Fire           | 2:56  | zuvor unveröffentlicht                              |

## Kommerzieller Erfolg
| Professionelle Bewertungen | Professionelle Bewertungen |
| -------------------------- | -------------------------- |
| Kritiken                   |                            |
| Quelle                     | Bewertung                  |
| allmusic                   | [ 2 ]                      |
| Metal Hammer               | [ 3 ]                      |

### Chartplatzierungen und Singles
Papercuts (Singles Collection 2000–2023) stieg am 19. April 2024 auf Platz zwei in die deutschen Albumcharts ein und belegte in den folgenden Wochen die Ränge zehn, 39 und 44, bevor es vorerst die Top 100 verließ. Insgesamt war es zehn Wochen in den Charts vertreten. Weitere Top-10-Platzierungen gelangen unter anderem, in Frankreich, Neuseeland, Österreich, Portugal, im Vereinigten Königreich, in Belgien, der Schweiz, den Vereinigten Staaten und Australien.
| ChartsChartplatzierungen       | Höchstplatzierung | Wochen |
| ------------------------------ | ----------------- | ------ |
| Deutschland (GfK)              | 2 (10 Wo.)        | 10     |
| Österreich (Ö3)                | 3 (8 Wo.)         | 8      |
| Schweiz (IFPI)                 | 5 (4 Wo.)         | 4      |
| Vereinigte Staaten (Billboard) | 6 (32 Wo.)        | 32     |
| Vereinigtes Königreich (OCC)   | 4 (30 Wo.)        | 30     |

| ChartsJahrescharts (2024)      | Platzierung |
| ------------------------------ | ----------- |
| Vereinigte Staaten (Billboard) | 141         |
| Vereinigtes Königreich (OCC)   | 31          |

Als einzige Single des Albums wurde am 23. Februar 2024 das zuvor unveröffentlichte Lied Friendly Fire ausgekoppelt. Es erreichte für eine Woche Platz 40 der deutschen Singlecharts.

### Auszeichnungen für Musikverkäufe
Papercuts (Singles Collection 2000–2023) erhielt im Jahr 2025 für mehr als 300.000 verkaufte Einheiten im Vereinigten Königreich eine Platin-Schallplatte.
| Land/Region                  | Auszeichnungen für Musikverkäufe (Land/Region, Auszeichnung, Verkäufe) | Verkäufe |
| ---------------------------- | ---------------------------------------------------------------------- | -------- |
| Frankreich (SNEP)            | Gold                                                                   | 50.000   |
| Italien (FIMI)               | Platin                                                                 | 50.000   |
| Neuseeland (RMNZ)            | Platin                                                                 | 15.000   |
| Vereinigtes Königreich (BPI) | Platin                                                                 | 300.000  |
| Insgesamt                    | 1× Gold · 3× Platin ·                                                  | 415.000  |

Hauptartikel: Linkin Park/Auszeichnungen für Musikverkäufe